# Bána Mihály
Bána Mihály comes Bána Apa comes fia volt. Az oklevelekben Bolondóci és Gönyűi néven is előfordul. Főbb tisztségei: főlovászmester, asztalnokmester[forrás?] bolondóci várnagy, bakonyi erdőispán.
1224-1225 között királyi főlovászmester, ezután nem említik 1231-ig; innen kezdve egészen 1234-ig megint királyi főlovászmester volt és az országos bárók egyike. 1234-től 1235-ig, II. András haláláig étekfogómester. 1233 körül Apa fia Mihály a Komárom vármegyei Banán bíráskodott, 1234-ben pedig a Győr vármegyei Rábaszentmihály határjárását eszközölte. 1235 után már nem találjuk az országnagyok sorában, de midőn IV. Bélának 1241-ben Rákos mezején a tatárokkal első összekoccanása volt Mihály - ekkor mint bolondóci várnagy - kilenc sebet kapott, és annyira kitüntette magát, hogy Bélától 1244-ben megkapta a Győr megyei gönyűi udvarnokok földjét a dunai halászat jogával. Mihály már 1225 előtt is birtokos volt Gönyűn. Az országbárók egyikeként Mihálynak fontos szerepe volt a magyar alkotmányosság alapdokumentuma, az Aranybulla kiadásában.
Fiai közül Cseszneki Jakab kardhordozó és trencséni főispán emelte Csesznek várát, s ezáltal megalapítója lett a Cseszneky családnak, amelyik feltételezhetően azonos az újkori báró és gróf Cseszneky családdal Cseszneki Pál szintén királyi kardhordozó volt, Mihály pedig dolosdi és gönyűi birtokosként említtetik.